# Alose
Alosa
Pour les articles homonymes, voir Alose (sous-marin).
Genre
Alosa (les aloses) est un genre de poissons migrateurs anadromes (remontant depuis la mer les cours d'eau pour y frayer) de la famille des Alosidae, laquelle comprend notamment la sardine.

## Répartition
La grande alose (alose vraie) et l'alose feinte fréquentent l'Atlantique nord et la mer Baltique ainsi que les bassins versants correspondants, cette dernière étant également présente dans le bassin méditerranéen.
En revanche, les aloses des Amériques et du Pacifique font partie du genre Dorosoma (alose américaine, alose de rivière mexicaine, alose du Nicaragua, etc.).

## Biologie
L'alose savoureuse (Alosa sapidissima) est la première espèce de poissons pour laquelle la capacité de détecter les ultrasons a été découverte, par Boyd Kynard en 1982 ; découverte confirmée par Mann, Lu et Popper en 1997. Les fréquences détectées vont jusqu'à 180 kHz (la limite de l'audition humaine étant de 20 kHz) et sont peut-être plus élevées. Depuis cette découverte, d'autres espèces ont été étudiées montrant la même capacité, dont Alosa aestivalis (en), Brevoortia patronus (en), grande alose (Alosa alosa), — et certaines grenouilles (les anoures),. Ces poissons pourraient ainsi échapper aux dauphins, qui utilisent l'écholocation pour détecter leurs proies. L'organe détecteur est vraisemblablement l'utricule (en), située à l'extrémité de l'oreille interne : chez ces poissons, elle est extrêmement spécialisée.
Cette capacité pourrait être utilisée pour réduire à moindre coût l'entraînement de ces poissons dans les turbines des centrales hydroélectriques.

## Reproduction
D'avril à juin, l'alose remonte le cours des fleuves côtiers et de leurs affluents pour s'y reproduire. La ponte est dite « active ». La durée de ponte s’étend de 23 h à 5 h du matin, mais la période de plus forte activité se situe entre 1 h et 3 h du matin, quand la température de l’eau atteint au moins 18 °C. Le mâle et la femelle remontent en surface, se positionnent face à face et tournent sur eux-mêmes en frappant violemment la surface de l’eau avec leur nageoire caudale, créant beaucoup de bruit et de remous. C’est pendant cette phase, appelée « bull », que la femelle expulse ses œufs et que le mâle les féconde. Le comptage acoustique des bulls est utilisé pour évaluer l'intensité de la reproduction et son évolution dans le temps.

## Réintroduction
Le projet Life grande alose visait à réintroduire la grande alose dans le système rhénan. Cofinancé à 50 % par l'UE, le projet est officiellement terminé début 2011.

## Dans la gastronomie française

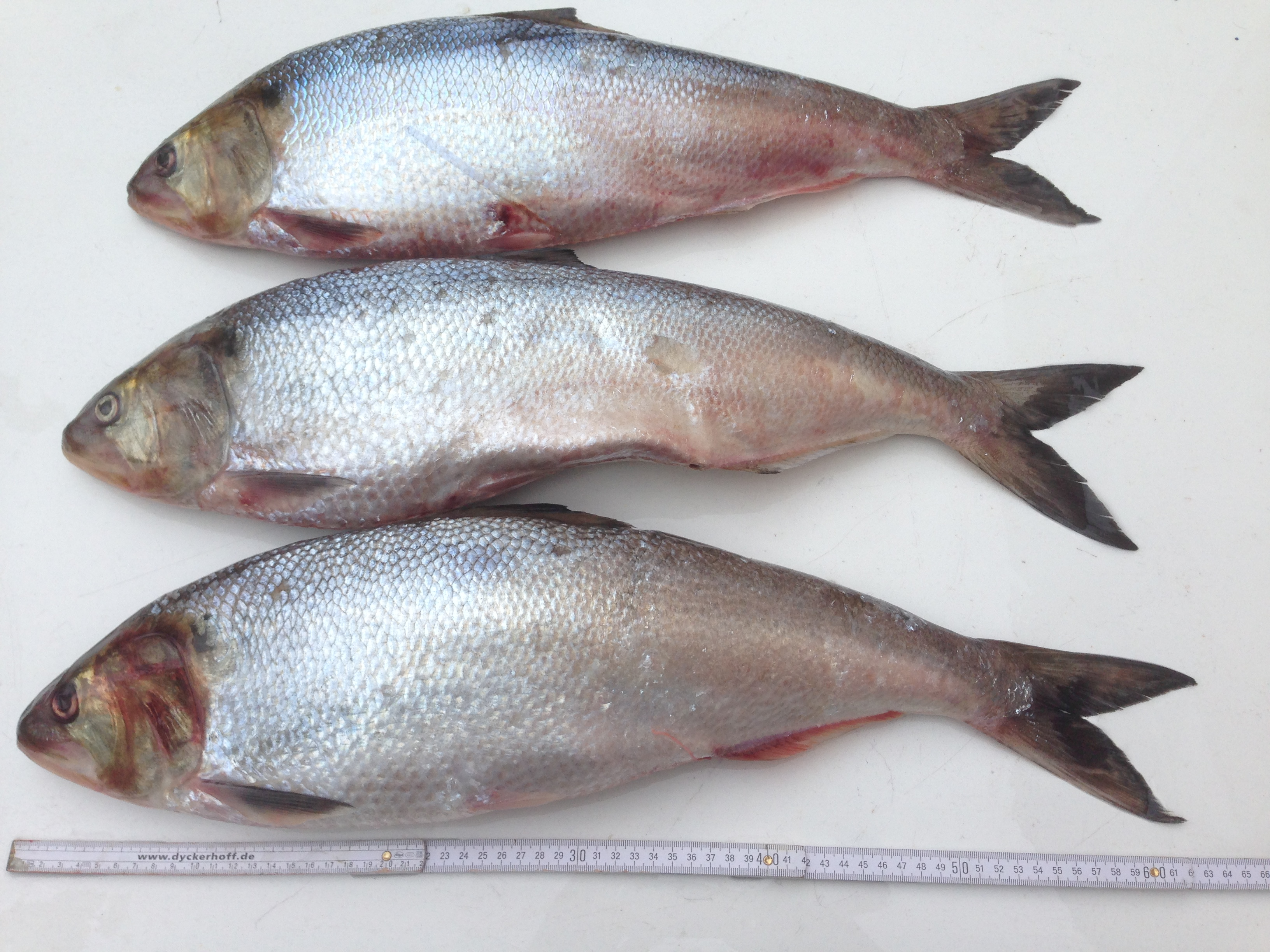
Aloses.

En Val de Loire et Pays nantais, l'alose est traditionnellement pochée et nappée d'une sauce au beurre blanc.
Dans le Gard et le Vaucluse rhodaniens, l'alose fait l'objet d'une préparation culinaire spécifique : l'alose à l'étouffée. Découpée en tranches, elle est cuite de très longues heures (douze ou plus) à couvert entre des couches d'oseille arrosées d'alcool (marc, cognac…). Le but de cette préparation est de fondre intégralement les nombreuses arêtes de ce poisson par ailleurs excellent.
L'alose pêchée en Gironde se prépare grillée sur des sarments de vigne et nappée de sauce-verte ou cuite longuement au vin rouge, ce qui a l'avantage de faire fondre les arêtes du poisson.

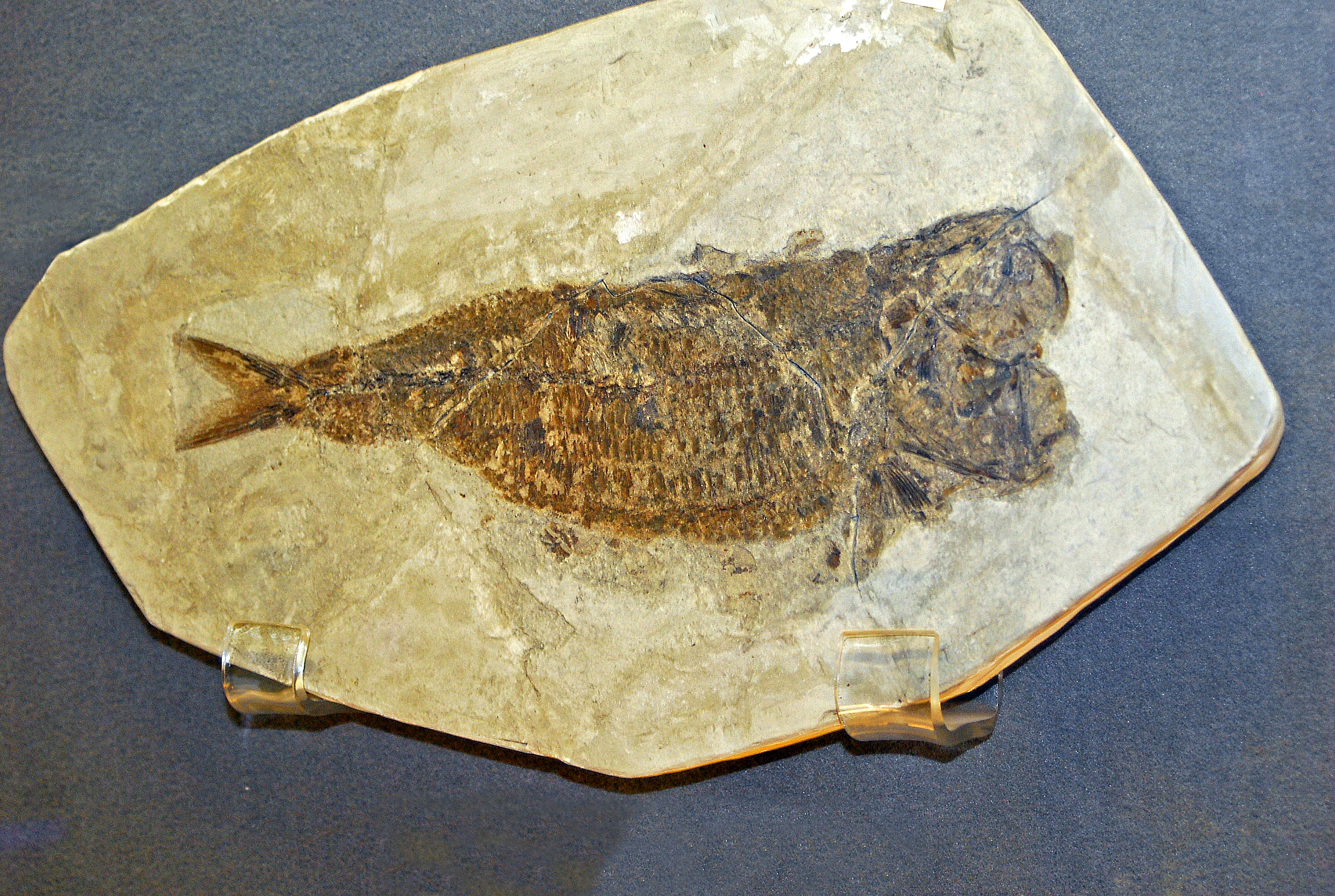
Fossile dAlosa elongata,.

## Espèces
Selon World Register of Marine Species (19 novembre 2023) :
- Alosa aestivalis (Mitchill, 1814) - Alose d'été
- Alosa alabamae Jordan & Evermann, 1896
- Alosa algeriensis Regan, 1916
- Alosa alosa (Linnaeus, 1758) - Grande alose ou alose vraie
- Alosa braschnikowi (Borodin, 1904)
- Alosa caspia (Eichwald, 1838) - Alose caspienne (également présente en mer Noire)
- Alosa chrysochloris (Rafinesque, 1820)
- Alosa curensis (Suvorov, 1907)
- Alosa fallax (Lacépède, 1803) - Alose feinte
- Alosa immaculata Bennett, 1835
- Alosa kessleri (Grimm, 1887)
- Alosa maeotica (Grimm, 1901)
- Alosa mediocris (Mitchill, 1814)
- Alosa pseudoharengus (Wilson, 1811) - Gaspareau, faux hareng
- Alosa sapidissima (Wilson, 1811) - Alose savoureuse
- Alosa saposchnikowii (Grimm, 1887)
- Alosa sphaerocephala (Berg, 1913)
- Alosa tanaica (Grimm, 1901)
- Alosa volgensis (Berg, 1913)